# Henri Coppens
Henri „Rik” François Louis Coppens (Antwerpen, 1930. április 29. – Wiljirk, 2015. február 5.) belga labdarúgócsatár. 1952-ben, 1953-ban és 1955-ben ő lett a belga élvonal gólkirálya.
A belga válogatott tagjaként részt vett az 1954-es labdarúgó-világbajnokságon.